# دیلیپ رائو
دیلیپ رائو (به انگلیسی: Dileep Rao) (زاده ۲۹ ژوئیهٔ ۱۹۷۳) بازیگر آمریکایی است.
از فیلم‌های معروف او می‌توان به بازی در فیلم‌های تلقین به کارگردانی کریستوفر نولان، آواتار به کارگردانی جیمز کامرون، مرا به دوزخ بکش به کارگردانی سام ریمی و قتل یک گربه اشاره کرد.